# كامبوزيا فرتوي
كامبوزيا فرتوي (بالفارسية: کامبوزیا پرتوی) (و. 1955  م) هو مخرج أفلام، وكاتب سيناريو إيراني، ولد في رشت.

## وصلات خارجية
- كامبوزيا فرتوي على موقع IMDb (الإنجليزية)
- كامبوزيا فرتوي على موقع قاعدة بيانات الأفلام العربية
- كامبوزيا فرتوي على موقع ألو سيني (الفرنسية)
- كامبوزيا فرتوي على موقع أول موفي (الإنجليزية)
- كامبوزيا فرتوي على موقع قاعدة بيانات الأفلام السويدية (السويدية)
- كامبوزيا فرتوي على موقع قاعدة بيانات الفيلم (الإنجليزية)
- كامبوزيا فرتوي على موقع كينوبويسك (الروسية)